# Сети-Сидадиш (община)
Се́ти-Сида́диш (порт. Sete Cidades) — фрегезия (община) в Португалии, расположена на острове Сан-Мигел — самом большом из Азорских островов. Община входит в состав муниципалитета Понта-Делгада. Население общины — 858 человек (на 2001 год), площадь — 19,22 км².
Община Сети-Сидадиш находится на берегу озера Сети-Сидадиш, образовавшегося внутри кратера древнего вулкана.
Покровителем района считается Николай Чудотворец (порт. São Nicolau).